# كعكة الهالووين
كعكة الهَلُوِين أو الهالووين (بالإنجليزية: Halloween cake)‏ هي كعكة يتم تحضيرها باستخدام رموز وأشكال عيد الهَلُوِين. وقد يتم إعدادها باستخدام ألوان الهَلُوِين التقليدية مثل الأسود والبرتقالي، ويتم تزينها بالكثير من الأشكال المتنوعة. وقد تكون كعكة الهَلُوِين جزء من زينة الهَلُوِين لدى العائلات التي تحتفل بالعيد.

## نظرة عامة

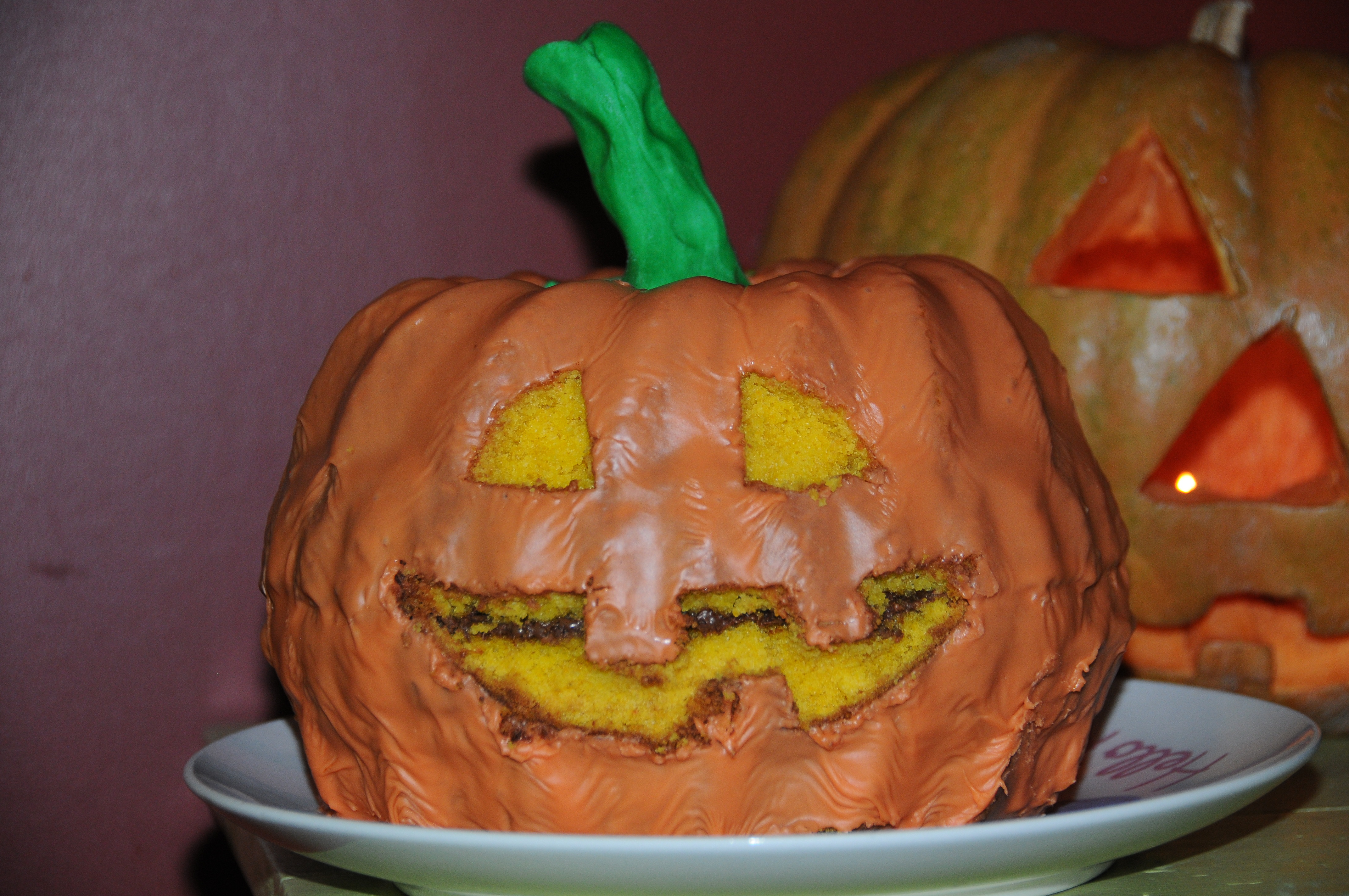
كعكة الهالووين في البرتغال

يتم تحضير كعكة الهَلُوِين مع رموز وأشكال الهَلُوِين، وربما يتم إعدادها باستخدام اللونين البرتقالي والأسود في تلوين الكعكة والتغطية السكرية، لان البرتقالي هو اللون التقليدي المرتبط بعيد الهَلُوِين، مثل لون القرع، الذي يستخدم لعمل القرعة المضيئة. والأسود هو اللون التقليدي الأخر لعيد الهَلُوِين، والتلوين الأسود قد يستخدم في عمل تصميم المقبرة على الكعكة وغيرها. وقد تستخدم الملونات الغذائية في تلوين التغطية السكرية. في بعض الأوقات يتم عمل كعكات الهَلُوِين من كعكات الجزر، بسبب التلوين البرتقالي. وقد يتم إعداد كعكة الهَلُوِين عادة من الكعكة المتبلة، أو كعكة الشوكولاتة، أو كعكة البودينق، أو كعكة الجبن. ويمكن إعداد كعكة الهَلُوِين على شكل كعكة الطبقات، أو على شكل كعكة العود، الكعك المكوب. وربما يتم عرضها كجزء من زينة الهَلُوِين في عطلة الهَلُوِين. ويمكن استخدام حلوى الذرة كزينة لكعكة الهَلُوِين، وكذلك حلوى القرع.

## المواضيع
يمكن إعداد كعكات الهَلُوِين على شكل قرع أو على شكل قرعة مضيئة. بعض موضوعات كعكات الهَلُوِين تتضمن «المخاط والبزاق»، حيث يمكن استخدام الطماطم الخضراء لإعداد المخاط، ويتم إعداد كعكة نسيج العنكبوت عن طريق استخدام تغطية سكرية توضع على السطح بشكل خيوط مكوناً نسيج العنكبوت. وأيضاً يتم إعداد كعكات الهَلُوِين على شكل مقبرة. وموضوعات كعكة الهَلُوِين الأخرى تشمل تزيين الكعك لكي يشبه الدماغ البشري وكذلك تزيين الكعك المكوب لكي يبدو كإنه أسنان دموية، وغيرها.

### معرض

مواضيع وأمثلة لكعكات الهَلُوِين
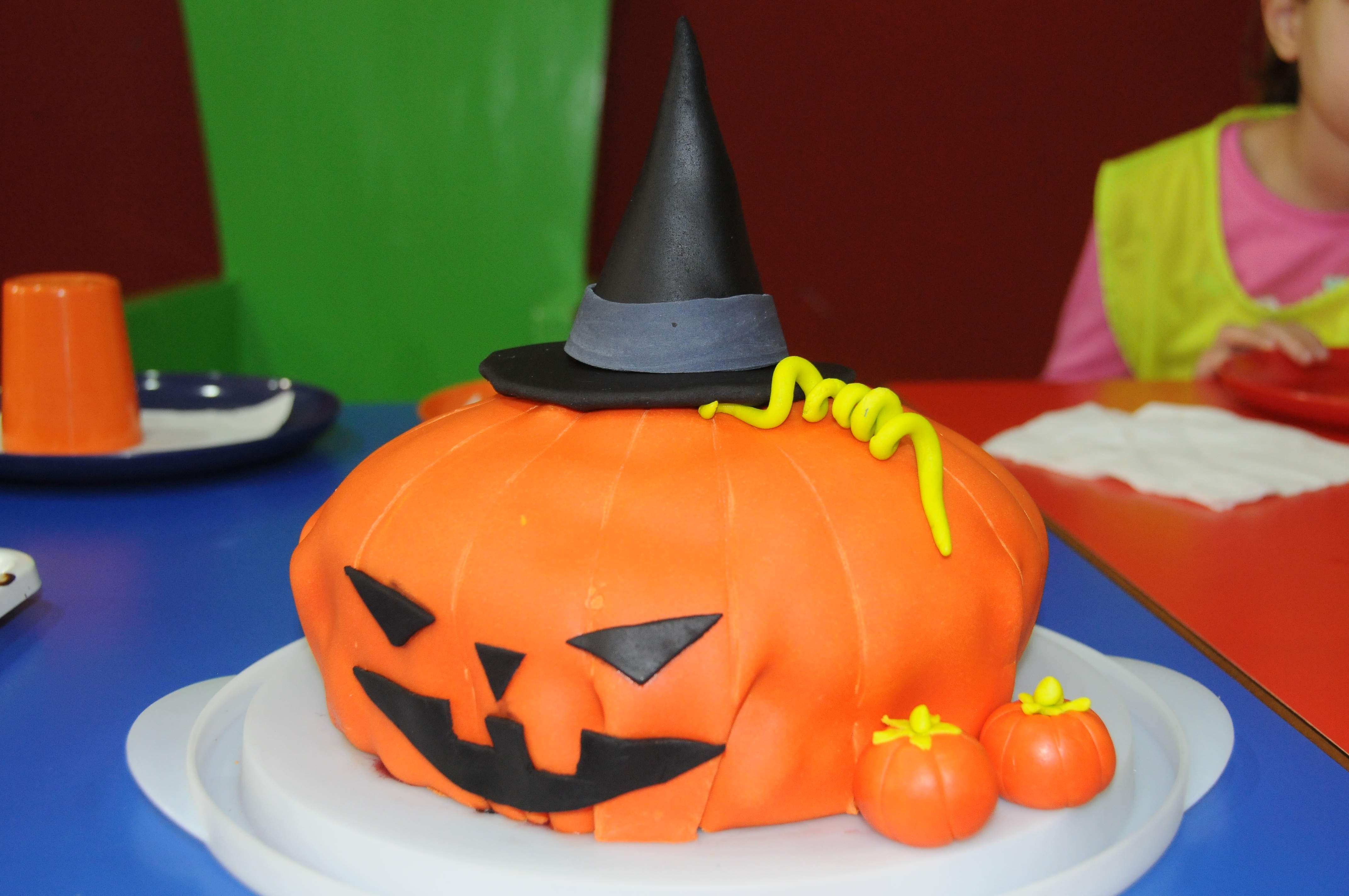
كعكة هالووين على شكل قرعة مضيئة مع قبعة ساحرات.
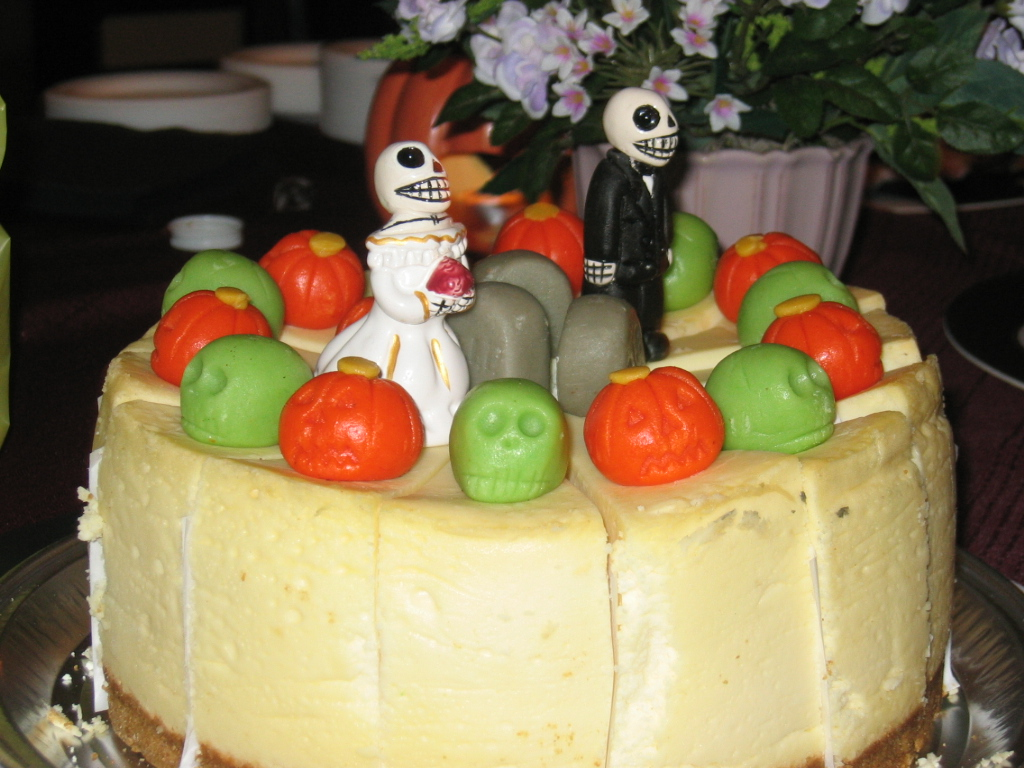
كعكة الجبن الهَلُوِين.
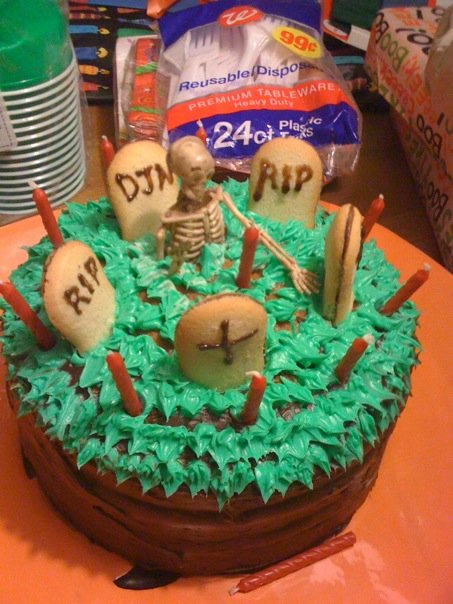
المقبرة - إحدى مواضيع كعكة الهَلُوِين.
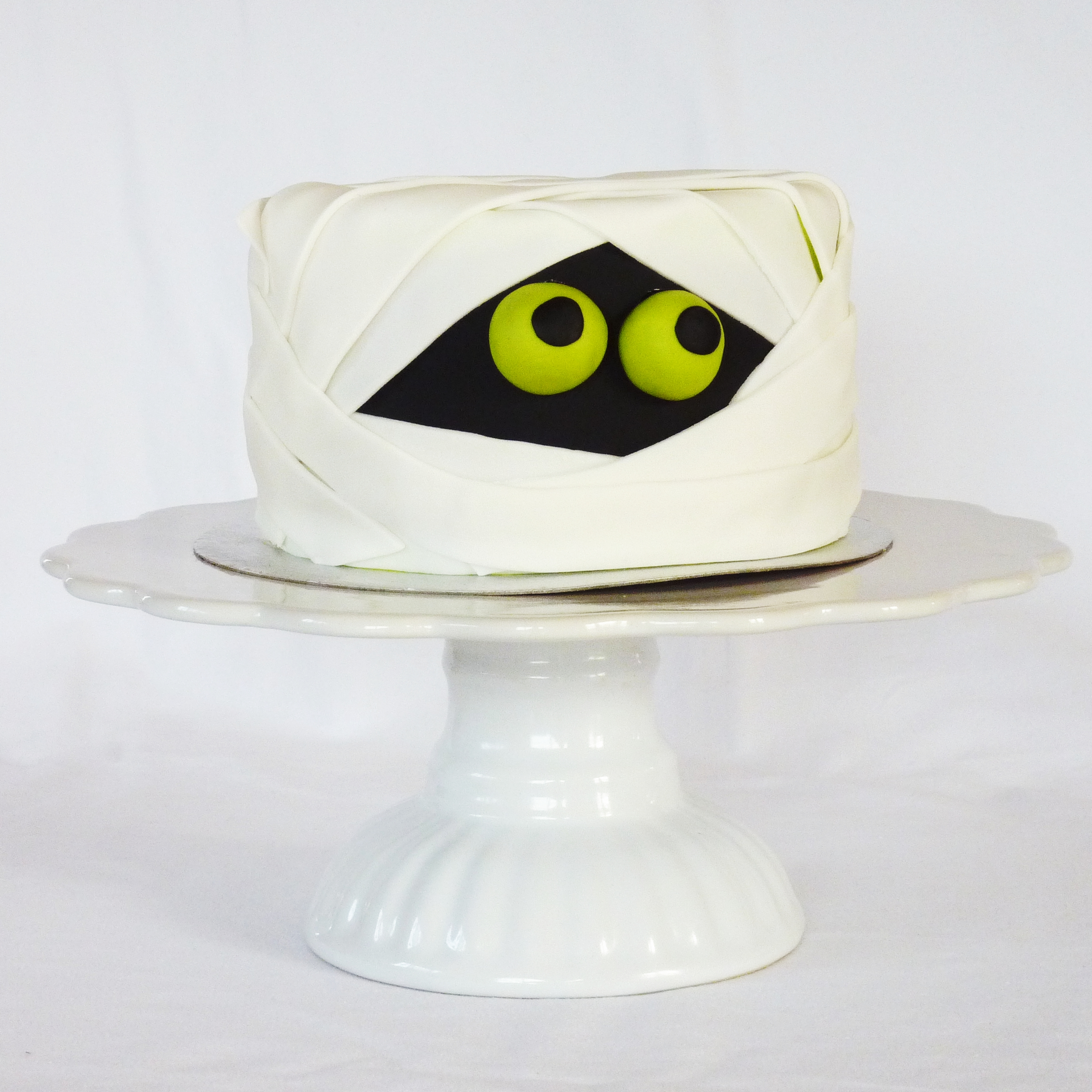
كعكة هالووين على شكل مومياء.
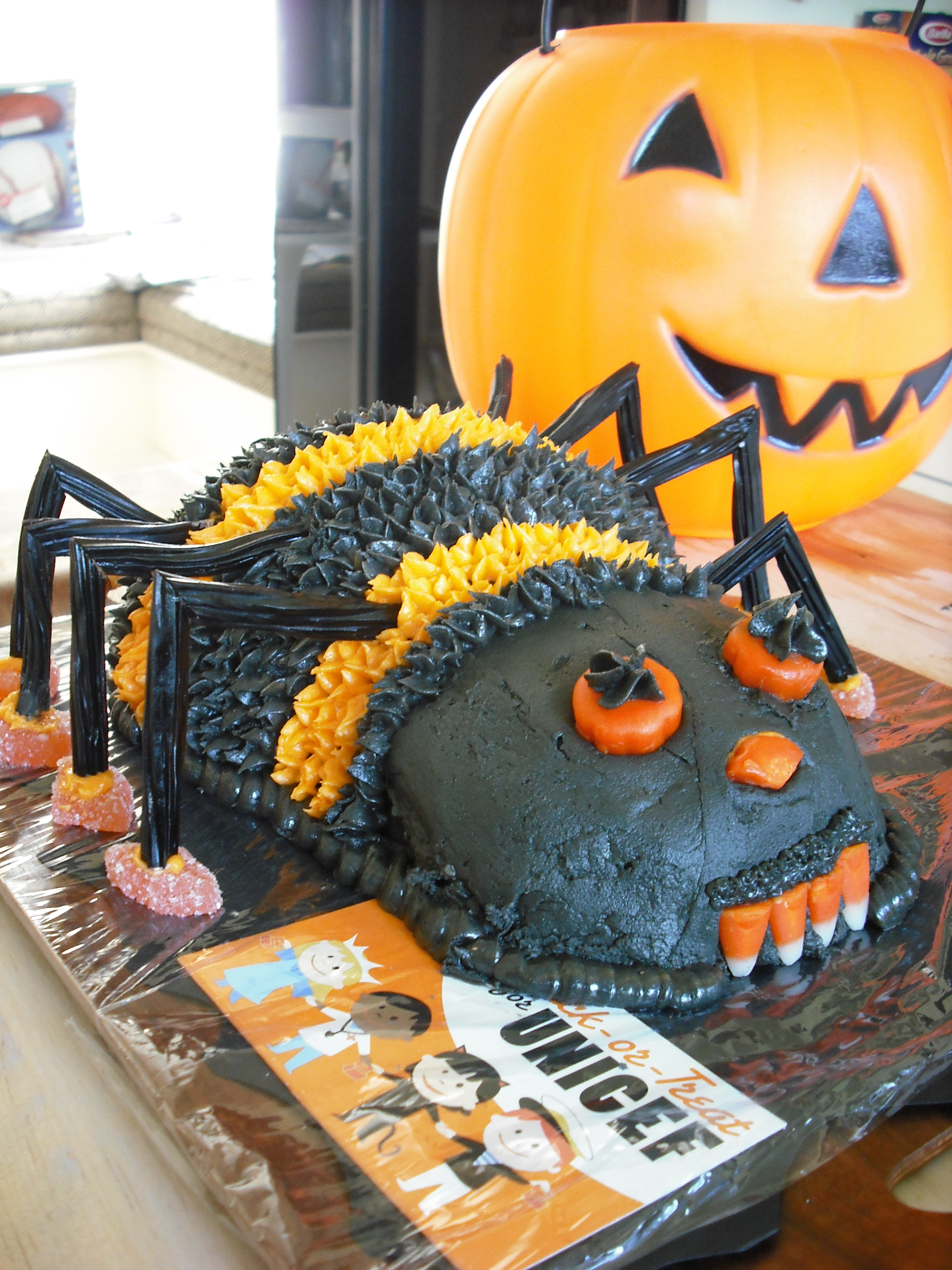
كعكة هالووين على شكل عنكبوت.
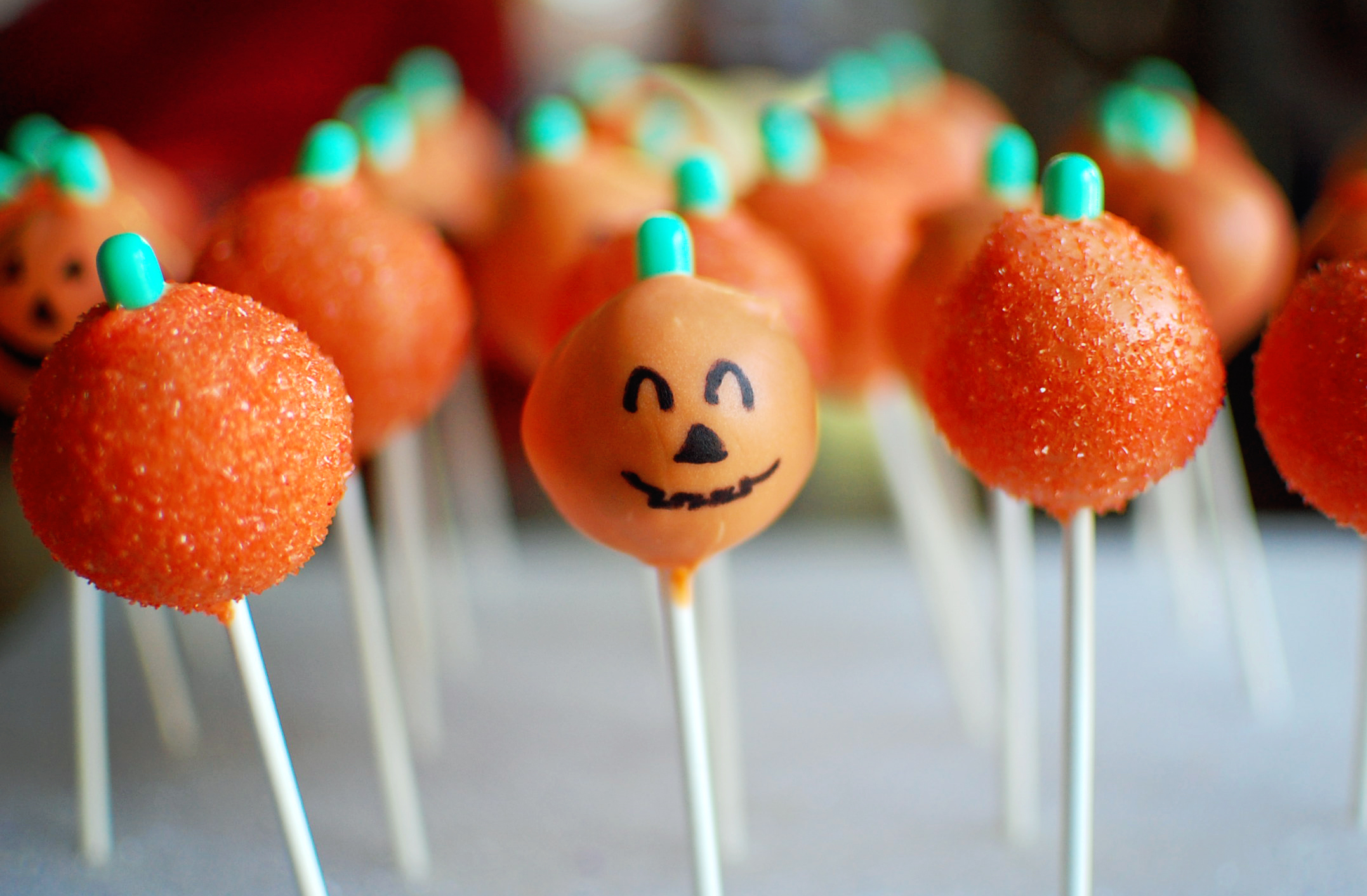
الكعكة العودية على شكل قرعة وكذلك قرعة مضيئة.
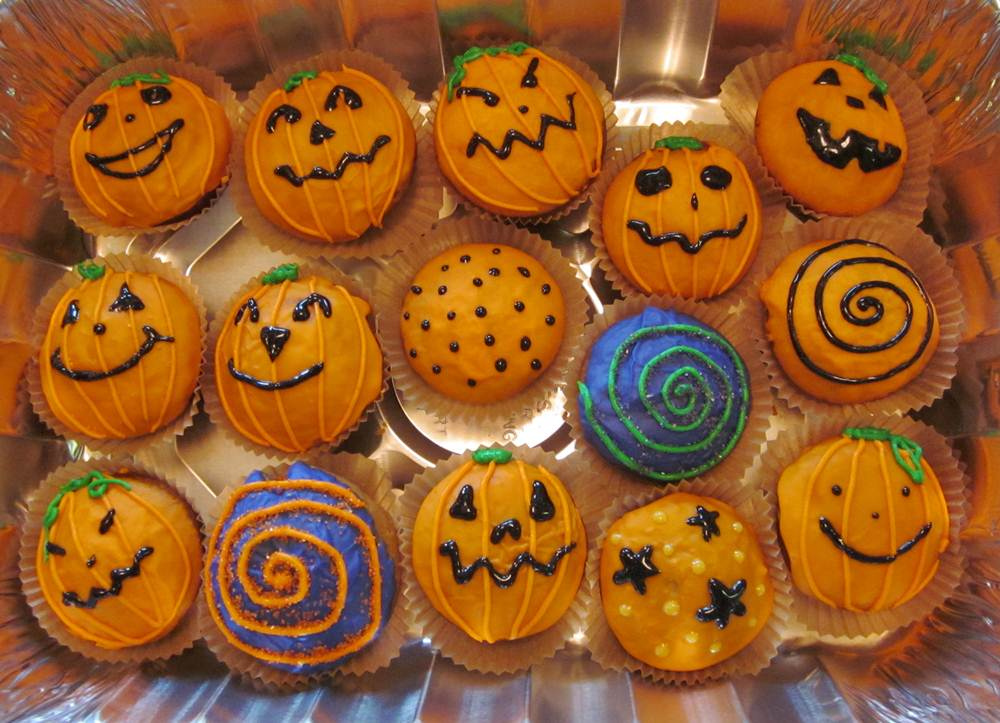
كعكة مكوبة الهَلُوِين.
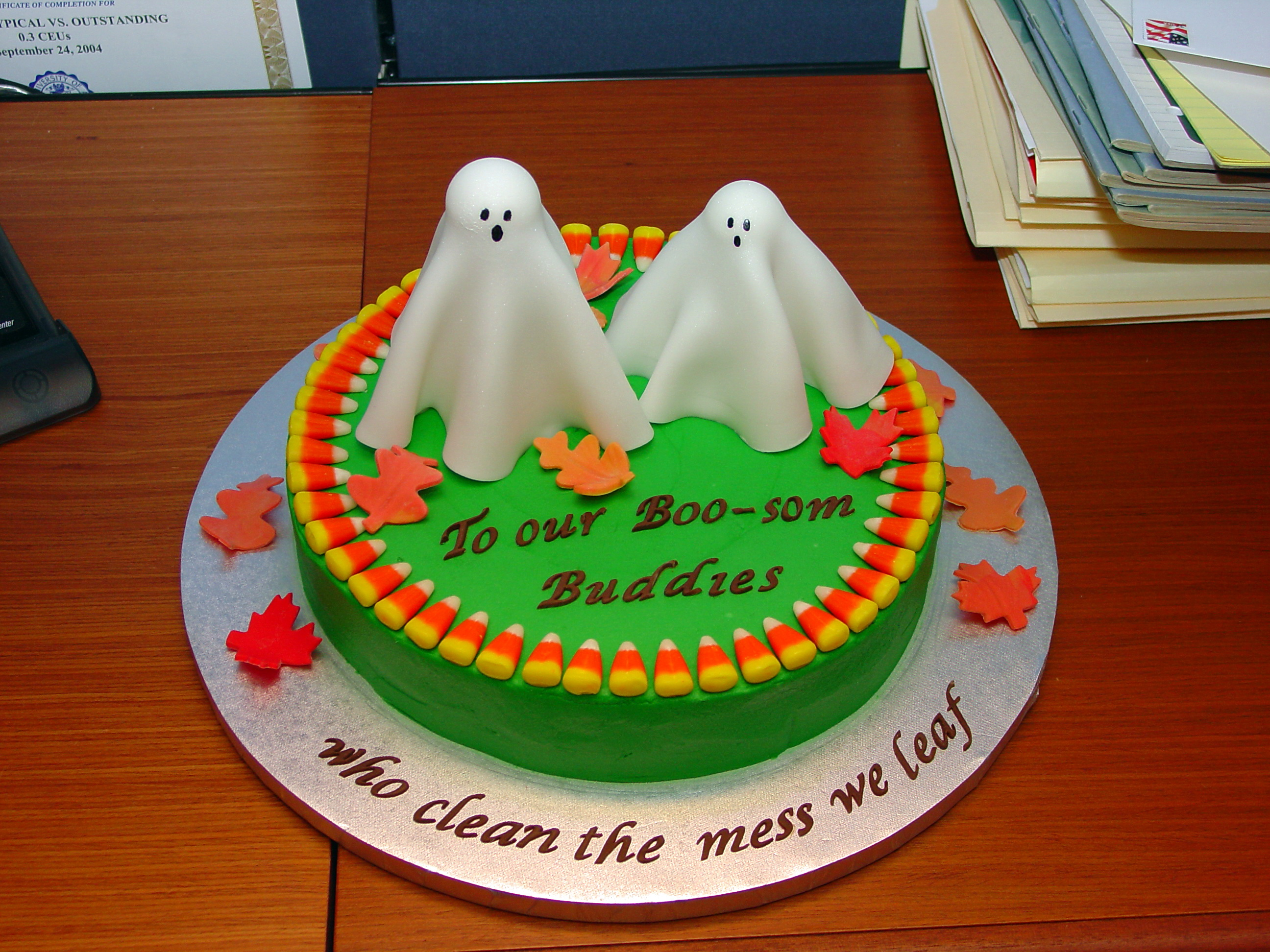
كعكة الشبح.

## الأصناف التجارية
بعض شركات تنتج كميات كبيرة من كعك الهَلُوِين، مثل هوسيسس براندس،  التي تقوم بصنع كعكة مكوبة هوسيسس للهالووين والتي تسمى «كعكات هوسيسس المخيفة» (Hostess Scarycakes). ويتم تزيين الكعك بتغطية سكرية برتقالية وشرائط سكرية سوداء.